# Webboken
Webboken : Internetproducenter i Skandinavien (ISSN 1402-6147) var en svensk årsbok för Internetbranschen, främst webbdesignbyråer, som utgavs av Young Rascal och utkom fyra gånger (1997-2000) innan den bytte namn till Nordic Web 2001. Från samma utgivare finns också årsboken Kreativa Byråer (2001-2007), som kan sägas ha tagit över traditionen.

## Webboken 97
Webboken 97 omfattade 117 sidor. 

## Webboken 98
Webboken 98 omfattade 101 sidor.

## Webboken 99
Webboken 99 omfattar 155 sidor i A4-format och innehåller ett förord av Konrad Milton, en liten ordlista och presentationer av 71 företag på varsitt uppslag. Presentationerna är kortfattade, men rikt illustrerade med webbsajter som företagen har designat. 
Dan Jörgenson stod för texten och Erik Lindvall för foto. Art director var Lars Olsson.